# Cagnano Amiterno
Cagnano Amiterno – miejscowość i gmina we Włoszech, w regionie Abruzja, w prowincji L’Aquila.
Według danych na rok 2004 gminę zamieszkiwało 1509 osób, 25,1 os./km².